# What Do You Want from Me
Pistes de The Division Bell
Cluster One Poles Apart
What Do You Want from Me est une chanson du groupe rock progressif britannique Pink Floyd. C'est le deuxième titre de l'album The Division Bell, sorti en 1994.

## Genèse
C'est la première chanson de Pink Floyd écrite par Polly Samson, la femme de David Gilmour.
« La plupart des paroles résultent de ma collaboration avec Polly et une partie, malheureusement, est venue lorsqu'il y a eu un manque de communication entre nous » – David Gilmour

« Il joue beaucoup de guitare et je me dis que si on doit se disputer, le mieux serait que j'utilise les mots et qu'il réponde avec sa guitare, car avec cet instrument, il est très éloquent, notamment émotionnellement. Le centre émotionnel de David est musical. La plupart des gens expriment leur sentiments par les mots, mais David le fait par la musique. Je ne sais pas si la partie de son cerveau qui gère le langage n'a pas évolué, car celle de la musique a pris le dessus, ou s'il est né avec un cerveau qui fonctionne de cette manière. C'est difficile de savoir. » – Polly Samson
Au moment de l'écriture de l'album, David et Polly sont au début de leur relation. Tous deux ont récemment divorcé de leur ancien conjoint. Cette chanson traite de la relation d'un couple devenue malsaine. Le narrateur ne sait pas ce qu'elle attend de lui. Cette thématique est très présente dans les paroles de l'album, et on peut considérer « Coming Back To Life », écrite pour Polly, comme une réponse de David à ce morceau.

## Réalisation
Le morceau débute par une introduction très groove entre Richard Wright (Fender Rhodes et pédale wah-wah), Nick Mason (batterie) et Guy Pratt (basse). Elle aboutit par un court solo de guitare d'une grande intensité de David Gilmour sur la Red Strat. Celui-ci est une reproduction à l'identique de la première partie du solo de « Raise My Rent », présent dans le premier album éponyme du guitariste anglais.
« J'ai toujours eu ce son en 3D dans ma tête. J'aime avoir de l'espace et de la profondeur dans tout ce que nous faisons. » – David Gilmour explique ici  (en 1994) la construction du son très reconnaissable de sa guitare sur les dernières années de Pink Floyd, et que l'on parfaitement percevoir dans ce morceau.
Au niveau du chant, la chanson est nettement soutenue par cinq choristes et par Rick Whright.

## Enregistrement
Britannia Row, Islington, Londres: Janvier 1993
Astoria, Hampton: février-mai, septembre-décembre 1993
Metropolis Studios, Chiswick, Londres: Septembre-Décembre 1993
The Creek Recording Studios, Londres: Septembre-Décembre 1993

## Personnel
Pink Floyd
- David Gilmour – guitare électrique, chant
- Richard Wright – Orgue Hammond, synthétiseur, Fender Rhodes, chœurs
- Nick Mason – batterie

Musiciens additionnels :
- Guy Pratt – basse
- Bob Ezrin – claviers, percussions
- Sam Brown – chœurs
- Durga McBroom – chœurs
- Carol Kenyon – chœurs
- Jackie Sheridan – chœurs
- Rebecca Leigh-White – chœurs

## Liens
- Site officiel de Pink Floyd
- Site officiel de David Gilmour